# Comuna Marianca-Mare, Cetatea Albă
Marianca-Mare (în ucraineană Великомар'янівка, transliterat: Velîkomareanivka) este o comună în raionul Cetatea Albă, regiunea Odesa, Ucraina, formată din satele Marianca-Mare (reședința) și Neu-Posttal.

## Demografie
Componența lingvistică a comunei Marianca-Mare
     Ucraineană (88,51%)
     Rusă (6,05%)
     Română (2,54%)
     Bulgară (1,99%)
     Alte limbi (0,21%)
Conform recensământului din 2001, majoritatea populației comunei Marianca-Mare era vorbitoare de ucraineană (88,51%), existând în minoritate și vorbitori de rusă (6,05%), română (2,54%) și bulgară (1,99%).